# 何浩瀚
何浩瀚（葡萄牙語：Adriano Marques Ho，1967年—）是現任澳門海關關長，澳門科技大學法律學士學位。

## 生平
何浩瀚於1988年加入司法警察局工作；2004年晉升為司法警察局國際刑警組織中國國家中心局澳門支局負責人（處長），於2010年晉升至司法警察局刑事調查廳廳長，期間曾擔任博彩及經濟罪案調查廳廳長。在2014年12月至2020年6月任保安司司長辦公室顧問，2020年6月至2024年12月擔任博彩監察協調局局長，自2024年12月出任澳門海關關長。